# Сан Клементе (Рим)
„Сан Клементе“ (на италиански: Basilica di San Clemente; Сан-Клементе) е една от титулярните християнски базилики в Рим, Италия, разположена на около 10 минути пеша от Колизеума. Осветена е в памет на четвъртия римски папа - свети Климент. В базиликата на 14 февруари 869 г. е погребан св. Кирил Философ.

## История
Базиликата „Сан Клементе“ е на три нива, като две от тях са под земята. На най-ниското се намира антична сграда от І век, направена върху изгоряла през 64 г. по време на Нероновия пожар постройка. Второто (средното) ниво е християнска базилика от ІV век. Третото ниво се състои от трикорабна базилика, изградена през ХІІ век с ниска камбанария и атриум.
В Сан Клементе се виждат много от етапите на строителната история на Рим. В най-ниската част на базиликата са открити и отворени за публични посещение остатъци от езически митреум от 2 век с олтар на бога Митра. 
Първата църква на това място е била устроена в дома на римския консул от 95 г. Тит Флавий Клемент, внуков племенник на император Веспасиан, който според римската църковната традиция е свети Климент.
През 6 век на мястото на древния храм е издигната величествена базилика, в която са запазени фрески с теми от живота на св. Климент. През 861 г. св. Кирил Философ намира тялото на Св. Климент в Крим. Шест години по-късно той и Методий са поканени от папата в Рим и вземат останките на св. Климент с тях. Тялото на св. Климент е тържествено препогребано в Сан Клементе. Година по-късно Кирил умира в Рим. Методий иска позволение да вземе тялото в Гърция, но папата отказва и тогава Методий измолва Кирил да бъде погребан в Сан Клементе. По време на Френската революция тялото на св. Климент е преместено и се изгубва. По-късно доминикански монаси намират парченце от него и то е поставено отново в Сан Клементе.
От тази първа базилика е останала криптата, в която се намира гробът на равноапостола св. Константин-Кирил Философ (погребан там 869 г.). Той е обкръжен от мемориални украшения, подарени от различни славянски народи. През 1929 г. там е поставена мозайка, подарък от Българската православна църква, с портрета на св. Кирил и с надписи на български и италиански език. При гроба редовно се извършват молебени и литургии, често в присъствието на държавни глави и политици от славянските страни.
През 1084 г. южната част на Рим е разграбена от норманите под предводителството на Робер Гискар. Петнадесет години след това настоятел на Сан Клементе става папа Паскалий II и отново построява наземната част на базиликата. Нейното главно украшение е забележително съхранена мозайка от 13 век. В един от параклисите до олтара се намира картина, изобразяваща папа Адриан II, който посреща Кирил и Методий в базиликата Санта Мария Маджоре и освещава славянската азбука и написаните на нея книги. При изграждането на новата сграда средното ниво е засипано, а най-горната част на базиликата от ІV в. е разрушена при заравняването, в резултат на което най-горния ред стенописи са запазени на ниво до пояса на фигурите.
Понастоящем изградения през ХІІ век храм включва комплекс от вътрешен двор ограден с колонада, с малък фонтан, от който се преминава в трикорабна базилика дълга 45 м и широка 25 м. В края на стената на вътрешния двор до базиликата е изградена ниска камбанария.
През 1719 г. Карло Стефано Фонтана завършва новата фасада в стил барок.

## Интериор
При изграждането на новата базилика през ХІІ век в нея са пренесени реликвите, а също и някои строителни елементи от по-стария храм – по декоративните прегради на олтара и на хора са запазени монограми на папа Йоан ІІ (533-535). Мозайката на апсидата е пренесена от старата базилика или са копирани елементи от нея, тъй като са изобразени много раннохристиянски символи. През 1719 г. под ръководството на Карло Фонтана е направена нова фасада и са оформени богато украсени вътрешни тавани. Корабите са разделени от колонади.
В апсидата е запазена мозайка от ХІІ век изобразяваща сцената „Триумф на кръста“, около която има изображения на Христос Вседържител четиримата евангелисти, апостолите Петър и Павел, пророците Йеремия и Исая, свети Лаврентий и свети Климент.
В олтарната част се намира конфесионът, където се намират части от мощите на свети Климент и свети Игнатий. Пред олтара се намира хорът (Scuola Cantorum), амвонът и пасхалният канделабър. От дясно на олтара се намира табернакъл от ХІІІ век. подарен от кардинал Джаково Гаетани, племенник на папа Бонифаций VІІІ. През ХVІІІ век централният неф е украсен с фрески, изобразяващи сцените „Свети Методий“ (работа на Пиетро Разина), „Свети Климент и Флавия Домицила“ (на Пиетро ди Пиетри), „Свети Климент проповядва в Крим“ (на Сабастиано Конка), „Мъченичеството на свети Климент“ (на Джовани Одаци), „Пренасянето на мощите на свети Климент през 867 г.“ (дело на Джовани Одаци), „Свети Кирил“ (на Пиетро Разина), „Смъртта на свети Сервул“ (на Томазо Кяри), „Траян осъжда свети Игнатий Богоносец“ (на Пиастрили), „Раздялата на свети Игнатий със свети Поликрап Смирненски“ (на Джакомо Триджа) и „Мъченичеството на свети Игнатий“ (на Пиерлеоне Джеци). Подът е направен от разноцветна мраморна мозайка в стил козматексо.
В базиликата има пет капели: 
- „Света Екатерина“ в югоизточния ъгъл на базиликата, изградена в периода 1411-1431 година,
- „Свети Йоан Кръстител“ в северозападния ъгъл, отдясно на олтара с мраморна статуя на светеца,
- „Свети Кирил и Методий“ изградена при северната стена със средства на папа Лъв ХІІІ,
- „Свети Доминик“ в североизточния ъгъл на базиликата, и
- „Светите Дарове“ в югозападния ъгъл, първоначално е посветена на „Рождество Богородично“.

### Параклис на Св. св. Кирил и Методий
Частица от мощите на Св. Кирил са поставени под олтара на параклиса през 1963 г. от папа Павел VI. В параклиса има три стенописа на Славатор Нобили от 1886 г. 
- В средата на параклиса на стенописа над олтара е изобразен папа Лъв XIII на колене представяйки параклиса на Христос, а от двете му страни са светците Кирил и Методий.
- Стенописът от дясната страна показва момента на представяне на проповядването на славянски от двамата братя на папа Адриан II.
- От лявата страна е стенопис с погребалния кортеж на Св. Кирил към базиликата Сан Клементе.

Портретът на Дева Мария на олтара е творба на Салви от Сасоферато (1605-1685).